# Syon Abbey

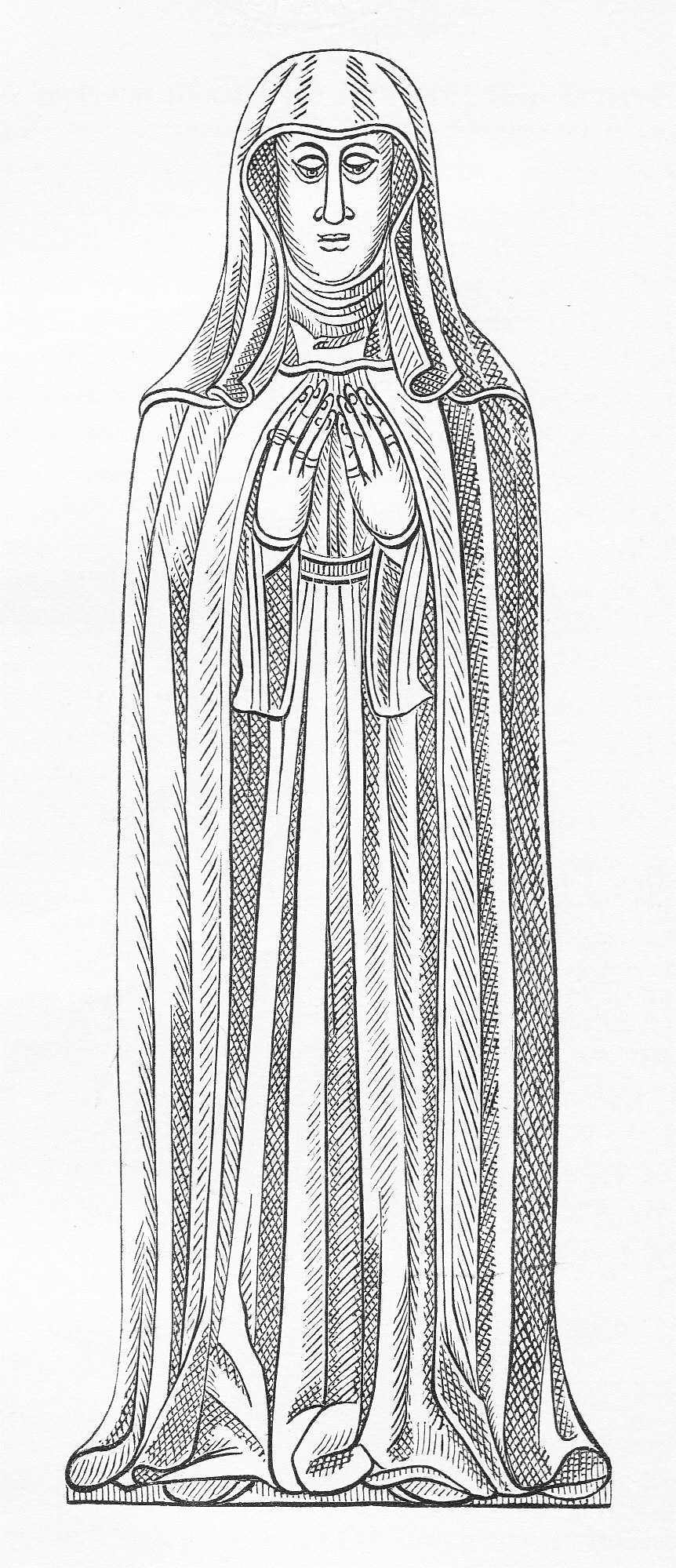
Agnes Jordan, abbedissa vid klostrets upplösning 1539.

Syon Abbey (Sion kloster) på nordsidan av Themsen i Isleworth i England var ett dubbelkloster av birgittinorden, verksamt från 1415 till 1539. Det har ofta omnämnts som Syon Abbey, men var under sin samtid känt som Syon Monastery. Det kom att bli ett av de största och viktigaste klostren i England. Klostret var, då det upplöstes år 1539, Englands åttonde rikaste kloster. Det fungerade åter 1553–1558 och 1923–2011. 

## Historik
Kalmarunionsdrottningen Filippa av England, gift med Erik av Pommern och syster till Henrik V, vistades mest i Sverige och besökte gärna klostret i Vadstena, där hon år 1415 blev medsyster. Därför fick Birgittinorden uppföra ett kloster i England. Nunnor skickades samma år till England av abbedissan Gerdeka Hartlevsdotter från Vadstena kloster, däribland Anna Karlsdotter, Christina Finwitsdotter, Christina Esbjörnsdotter och Anna Esbjörnsdotter.
Första stenen till Syon Abbey lades 22 februari 1415 av kung Henrik V i närvaro av biskop Richard Clifford. Klostret kom att utvecklas till Englands åttonde rikaste kloster. Syon förfogade över två bibliotek, ett för munkar, och ett för nunnor. Enligt en bevarad bibliotekskatalog från 1500-talets inledning omfattade de båda klosterbiblioteken över 1 400 volymer.
Enligt ordens stadgar skulle klostret ha 85 medlemmar: 60 nunnor (1 abbedissa och 59 nunnor) och 25 män (en generalkonfessor, 12 präster, 4 dekaner och åtta lekbröder). 

### Reformationen
När Henrik VIII år 1534 bröt med Rom och därmed inledde början på reformationen i England, klarade sig Syon i början bra undan klosterupplösningen, då dess medlemmar till stor del villigt erkände kungens överhöghet över kyrkan. Detta förändrades sedan en av dess munkar, Richard Reynolds, arrangerade ett möte i Syon mellan Thomas More och Elizabeth Barton, som både deltog i oppositionen mot förändringen. När sedan Thomas Cromwell besökte klostret för att försäkra sig om deras lojalitet mot kungen, fick han ett dåligt mottagande. Hans agenter Thomas Bedyll och Master Leightone fick sedan göra en undersökning om saken. 
Syon Abbey bestod av både munkar och nunnor, som förhördes separat. Bedyll rapporterade att munkarna vägrade erkänna kungens överhöghet över kyrkan. Två sändes till biskopen av London för att konverteras, och två protestantiska präster sändes till Syon för att övertala ytterligare två särskilt motvilliga munkar, men det var en lång process att tvinga munkarna att konvertera. Munken Richard Reynolds avrättades 4 maj 1535 för sin vägran att konvertera. 
Nunnornas antal var betydligt fler, men deras samarbetsvilja större. Samtliga nunnor kallades in till kyrksalen i närvaro av biskopen av London, tillsammans med sina manliga biktfäder. De ombads lämna rummet om de inte erkände kungens nya ställning som kyrkans överhuvud. Alla förblev sittande, och accepterade därmed tyst den nya ordningen. De sände sedan ett brev till Cromwell där de bad honom att i egenskap av deras nya herre behandla klostret med mildhet. Endast nunnan Agnes Smythe visade motstånd då hon utan framgång försökte övertala nunnorna att inte överlämna klostersigillet, som behövdes för att underteckna nunnornas skriva godkännande av sin konvertering. Syon Abbey tilläts efter detta att fortsätta existera i fem år till. 
Enligt reformatorn William Latymer besökte drottning Anne Boleyn klostret under denna tid för att förebrå nunnorna för "deras måttlösa friheter och liderliga utsvävningar". Nunnorna vägrade först släppa in henne med hänvisning till att hon var gift, men då hon insisterade lade de sig "framstupa och ödmjuka"; hon ska under sitt besök ha klandrat dem för att de reciterade "okunniga böner ur latinska nybörjarböcker" och delade ut engelska bönböcker till dem istället.
Kungens släkting Margaret Douglas hölls i husarrest i klostret 1536–1537 efter att ha gift sig mot kungens vilja med Thomas Howard.
Klosterupplösningen prioriterade först upplösningen av små kloster, och det tog lång tid innan turen kom till Syon, som var ett av Englands största. Syon Abbey drogs slutligen in till kronan som en av de sista 25 november 1539, då dess abbedissa tvingades underteckna överlåtelsehandlingarna och överlämna dess nycklar till kungens kommissionärer, och dess medlemmar tvingades lämna byggnaderna. Klostrets inkomst var då det åttonde högsta av alla landets kloster. Dess före detta medlemmar tillerkändes var sin pension från kungen: abbedissan Agnes Jordan fick £200, generalkonfessorn £15, munkarna mellan £6 och £8, och nunnorna £6.

### Senare historia
De före detta nunnorna och munkarna emigrerade till Nederländerna. Klosterbyggnaden ägdes sedan av kronan. Drottning Katarina Howard hölls fången i det före detta klostret en tid efter sin arrestering för äktenskapsbrott 1541. 
Syon Abbey blev ett av sju kloster (och det enda nunneklostret) som återupprättades vid motreformationen under Maria I av England, som återställde den konfiskerade klosterjord som var i kungahusets ägo. Efter Elisabet I:s trontillträde 1558 utfärdades Religious Houses Act 1558 som återigen upplöste Englands kloster. Nunnorna lämnade då med kungligt tillstånd England för Frankrike och Spanien, och slog sig slutligen ned i Portugal 1594. 
Klostret återupprättades 1925–1935. Det upplöstes slutgiltigt 2011.

## Abbedissor
- Matilda Newton 1418–1420
- Joan North 1420–1433
- Maud Muston 1433–1447
- Margaret Ashby 1448–1456
- Elizabeth Muston 1456–1497
- Elizabeth Gibbs 1497–1518
- Constance Browne 1518–1520
- Agnes Jordan 1520–1539 (död 29 januari 1546)